# Calogaya
Calogaya is een geslacht van korstmossen behorend tot de familie Teloschistaceae. 

## Soorten
Volgens Index Fungorum telt het geslacht 20 soorten (peildatum december 2023):
| Soortnaam                                  | Auteur(s) | Publicatiejaar |
| ------------------------------------------ | --- | -------------- |
| Calogaya alaskensis                        | (Wetmore) Arup, Frödén & Søchting                                                                                 | 2013           |
| Calogaya altynenis                         | Shahidin | 2018           |
| Calogaya arnoldii                          | (Wedd.) Arup, Frödén & Søchting                                                                                   | 2013           |
| Calogaya arnoldiiconfusa                   | (Gaya & Nav.-Ros.) Arup, Frödén & Søchting                                                                        | 2013           |
| Calogaya biatorina                         | (A. Massal.) Arup, Frödén & Søchting                                                                              | 2013           |
| Calogaya bryochrysion                      | (Poelt) Vondrák                                                                                                   | 2016           |
| Calogaya decipiens (Stoffige citroenkorst) | (Arnold) Arup, Frödén & Søchting                                                                                  | 2013           |
| Calogaya ferrugineoides                    | (H. Magn.) Arup, Frödén & Søchting                                                                                | 2013           |
| Calogaya haloxyli                          | Moniri, Shahidin & Vondrák                                                                                        | 2018           |
| Calogaya miniata                           | (Hoffm.) Wilk & Lücking                                                                                           | 2021           |
| Calogaya mogoltanica                       | (S.Y. Kondr. & Kudratov) S.Y. Kondr., Kärnefelt, Elix, A. Thell, Jung Kim, M.H. Jeong, N.N. Yu, A.S. Kondr. & Hur | 2014           |
| Calogaya orientalis                        | Moniri, Shahidin, Halıcı & Vondrák                                                                                | 2018           |
| Calogaya pusilla (Sinaasappelkorst)        | (A. Massal.) Arup, Frödén & Søchting                                                                              | 2013           |
| Calogaya qinghaiensis                      | B.G. Lee & Hur | 2018           |
| Calogaya safavidiorum                      | (S. Y. Kondratyuk) S. Y. Kondr. & Lőkös                                                                           | 2018           |
| Calogaya saxicola                          | (Hoffm.) Vondrák                                                                                                  | 2016           |
| Calogaya schistidii                        | (Anzi) Arup, Frödén & Søchting                                                                                    | 2013           |
| Calogaya xanthoriella                      | Shahidin | 2018           |
| Calogaya xinjiangensis                     | Shahidin | 2018           |
| Calogaya zoroasteriorum                    | (S.Y. Kondr., Kärnefelt, A. Thell, Elix, Jung Kim, A.S. Kondr. & Hur) Moniri & Vondrák                            | 2018           |